# Clemens Horstmann

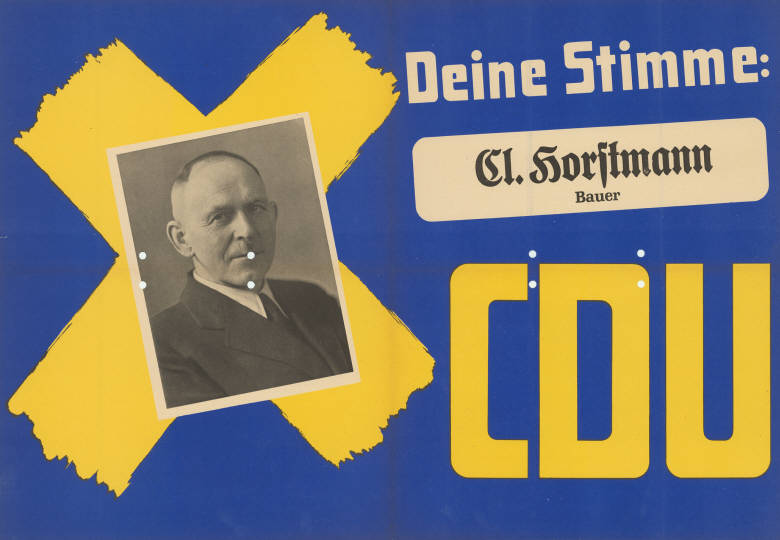
Clemens Horstmann auf einem Landtagswahlplakat 1950

Clemens Horstmann (* 3. März 1892 in Wettringen; † 11. Februar 1981 in Neuenkirchen) war ein deutscher Landwirt und Politiker (Zentrum, CDU).

## Leben und Beruf
Nach dem Besuch der Volksschule absolvierte er die ländliche Berufsschule und die Landwirtschaftsschule. Als selbständiger Bauer war er auf seinem landwirtschaftlichen Betrieb in Neuenkirchen/Offlum tätig. Von 1945 bis 1948 war er Kreisbauernvorsteher und von 1947 bis 1949 Vorsitzender des landwirtschaftlichen Kreisverbandes, Mitglied der Landwirtschaftskammer und Kreislandwirt des Kreises Steinfurt.

## Politik
Horstmann war bis 1933 Mitglied und Vorstandsmitglied der Zentrumspartei. Nach dem Zweiten Weltkrieg gehörte er zu den Gründern der CDP im Kreis Steinfurt und war dort ab dem 6. November 1945 eingetragenes Mitglied. Die CDP wurde im Jahr 1946 in CDU umbenannt, in ihr war er als Vorstandsmitglied auf der Orts- und Kreisebene tätig. Vom 7. Mai 1961 bis zum 13. Februar 1965 führte Horstmann die CDU als Kreisvorsitzender, anschließend wurde er zum Ehrenvorsitzenden gewählt.

## Abgeordneter
Mit Verfügung der britischen Militärregierung vom 26. Juni 1945 wurde Clemens Horstmann in den fünfköpfigen Gemeindebeirat von Neuenkirchen bestellt. Von 1945 bis 1948 war er Gemeindevertreter in Neuenkirchen, ab 1945 Kreisbeirat und von 1946 bis 1952 Kreistagsabgeordneter im Kreis Steinfurt.
Mitglied des Nordrheinwestfälischen Landtages war er vom 5. Juli 1950 bis zum 23. Juli 1966. In der 2., 3., 4. und 5. Wahlperiode war er der direktgewählte Abgeordnete im Wahlkreis 81 Steinfurt-Süd. Sein Vorgänger im Wahlkreis 81 war Bernhard Jägermann. Zur 6. Wahlperiode erfolgte eine Neueinteilung der Wahlkreise.

## Ehrungen
Zur Würdigung seiner Verdienste wurde Clemens Horstmann die goldene Kammerplakette und die silberne Schorlemer-Plakette verliehen.